# Juliane Dillenius
Juliane A. Dillenius  (Buenos Aires, 1884 - 1949) fue una antropóloga argentina, la primera mujer en América en obtener el doctorado en Antropología Física, en la Facultad de Filosofía y Letras de la Universidad de Buenos Aires a comienzos del siglo XX, y la responsable de la sección de antropología física del Museo Etnográfico de Buenos Aires, bajo la dirección de Juan B. Ambrosetti.

## Vida y obra
Nació en el seno de una familia alemana que había emigrado a la Argentina hacia mediados del siglo XIX lo que le posibilitó hablar tanto alemán como también castellano.
Se recibió como doctora en Antropología Física de la Facultad de Filosofía y Letras de la Universidad de Buenos Aires a comienzos del siglo XX.
En 1910, participó como secretaria en los festejos del centenario de la Revolución de Mayo y presentó una ponencia titulada “La verdadera forma del cráneo Calchaqui deformado”, trabajo que fue antecedido por su otra obra “Observaciones arqueológicas sobre alfarerías funerarias en La Poma” en el año 1909. Estudió a los habitantes de La Isla de Tilcara y el Pucará de Tilcara para analizar sus caracteres somáticos. Buscó dar cuenta del origen de la cultura del Pukará y su relación con la cultura Calchaquí, a partir de una muestra de 70 cráneos recolectados de los sitios La Isla y Pukará de Tilcara por una excursión de la Facultad de Filosofía y Letras de la Universidad de Buenos Aires a la zona sur de la Quebrada de Humahuaca.
En 1913 se casó con el antropólogo alemán Robert Lehmann-Nitsche.
En 1930 el matrimonio de antropólogos físicos se trasladó a Alemania, donde, 8 años después, Lehmann-Nitsche murió (1938). Tras la muerte de su esposo decidió regresar a la Argentina donde pasó los últimos años de su vida. Julianne falleció en Buenos Aires de un ataque al corazón y fue enterrada en el cementerio Alemán de la Chacarita.